# Microregione di Pelotas
Pelotas è una microregione del Rio Grande do Sul in Brasile, appartenente alla mesoregione di Sudeste Rio-Grandense.
È una suddivisione creata puramente per fini statistici, pertanto non è un'entità politica o amministrativa.

## Comuni
È suddivisa in 10 comuni:
- Arroio do Padre
- Canguçu
- Capão do Leão
- Cerrito
- Cristal
- Morro Redondo
- Pedro Osório
- Pelotas
- São Lourenço do Sul
- Turuçu